# Jelle Van Damme
Jelle François Maria Van Damme (Lokeren, 10 ottobre 1983) è un ex calciatore belga, di ruolo difensore.

## Carriera

### Club
Nel 2001 firmò per il Germinal Beerschot, un club di Jupiler League legato all'Ajax. Nel febbraio 2002 si trasferì all'Ajax per un periodo di prova e nell'estate 2002 diventò ufficialmente parte della squadra. Nella KNVB beker dimostrò impegno e nella stagione 2002/2003 giocò addirittura in UEFA Champions League, iniziò la stagione come titolare ma nel novembre 2002 si ruppe un dito. La stagione seguente contribuì alla qualificazione in Champions League dell'Ajax. Avendo poche possibilità di giocare titolare decise di firmare per il Southampton F.C., club di Premier League nell'estate 2004. Nella stagione che culmina con la retrocessione del Southampton in Football League Championship, Van Damme giocò solo 6 partite e venne ceduto al Werder Brema dove dopo solo 8 partite ed 1 gol attirò l'interesse dell'Anderlecht. Si è accordato con la squadra di Bruxelles il 19 maggio 2006 unendosi poi alla squadra a fine stagione.
Il 1º giugno 2010 è stato acquistato dal Wolverhampton, con cui ha firmato un contratto di 3 anni, con opzione per il quarto. Nel novembre dello stesso anno Van Damme ha firmato un contratto fino a giugno del 2014 con lo Standard Liegi in cui si è trasferito nel gennaio 2011.

### Nazionale
Van Damme ha debuttato in Nazionale belga il 29 marzo 2003 contro la Croazia.

## Statistiche

### Presenze e reti nei club
Statistiche aggiornate all'11 luglio 2017.
| Stagione              | Squadra               | Campionato            | Campionato | Campionato | Coppe nazionali | Coppe nazionali | Coppe nazionali | Coppe continentali | Coppe continentali | Coppe continentali | Altre coppe | Altre coppe | Altre coppe | Totale | Totale |
| Stagione              | Squadra               | Comp                  | Pres       | Reti       | Comp            | Pres            | Reti            | Comp               | Pres               | Reti               | Comp        | Pres        | Reti        | Pres   | Reti   |
| --------------------- | --------------------- | --------------------- | ---------- | ---------- | --------------- | --------------- | --------------- | ------------------ | ------------------ | ------------------ | ----------- | ----------- | ----------- | ------ | ------ |
| 2004-2005             | Southampton           | PL                    | 6          | 0          | FACup+CdL       | 0+3             | 0               | -                  | -                  | -                  | -           | -           | -           | 9      | 0      |
| 2005-2006             | Werder Brema          | BL                    | 8          | 1          | CG              | 1               | 0               | UCL                | 1                  | 0                  | CdL         | 0           | 0           | 10     | 1      |
| 2006-2007             | Anderlecht            | D1                    | 25         | 0          | CB              | 3               | 0               | UCL                | 3                  | 0                  | SB          | 1           | 0           | 32     | 0      |
| 2007-2008             | Anderlecht            | D1                    | 29         | 7          | CB              | 6               | 0               | UCL+CU             | 1+9                | 0                  | SB          | 1           | 0           | 46     | 7      |
| 2008-2009             | Anderlecht            | D1                    | 22+2       | 3          | CB              | 1               | 0               | UCL                | 0                  | 0                  | SB          | 0           | 0           | 25     | 3      |
| 2009-2010             | Anderlecht            | D1                    | 24+10      | 2+5        | CB              | 1               | 0               | UCL+UEL            | 3+7                | 1+0                | -           | -           | -           | 45     | 8      |
| Totale Anderlecht     | Totale Anderlecht     | Totale Anderlecht     | 100+12     | 12+5       |                 | 11              | 0               |                    | 23                 | 1                  |             | 2           | 0           | 148    | 18     |
| 2010-gen. 2011        | Wolverhampton         | PL                    | 6          | 1          | FACup+CdL       | 0               | 0               | -                  | -                  | -                  | -           | -           | -           | 6      | 1      |
| gen.-giu. 2011        | Standard Liegi        | D1                    | 8+9        | 2          | CB              | 4               | 1               | -                  | -                  | -                  | -           | -           | -           | 21     | 3      |
| 2011-2012             | Standard Liegi        | D1                    | 20+10      | 5          | CB              | 2               | 2               | UCL+UEL            | 2+7                | 0                  | SB          | 1           | 0           | 42     | 7      |
| 2012-2013             | Standard Liegi        | D1                    | 28+7       | 3          | CB              | 2               | 1               | -                  | -                  | -                  | -           | -           | -           | 37     | 4      |
| 2013-2014             | Standard Liegi        | D1                    | 28+10      | 3          | CB              | 1               | 0               | UEL                | 7                  | 0                  | -           | -           | -           | 46     | 3      |
| 2014-2015             | Standard Liegi        | D1                    | 19+7       | 2          | CB              | 1               | 0               | UCL+UEL            | 4+5                | 0                  | -           | -           | -           | 36     | 2      |
| 2015-gen. 2016        | Standard Liegi        | D1                    | 17         | 2          | CB              | 2               | 0               | UEL                | 4                  | 1                  | -           | -           | -           | 23     | 3      |
| Totale Standard Liegi | Totale Standard Liegi | Totale Standard Liegi | 120+43     | 17         |                 | 12              | 4               |                    | 29                 | 1                  |             | 1           | 0           | 205    | 22     |
| 2016                  | L.A. Galaxy           | MLS                   | 28+3       | 0          | USOC            | 1               | 0               | CCL                | 2                  | 0                  | -           | -           | -           | 34     | 0      |
| 2017                  | L.A. Galaxy           | MLS                   | 15         | 1          | USOC            | 3               | 1               | -                  | -                  | -                  | -           | -           | -           | 18     | 2      |
| Totale L.A. Galaxy    | Totale L.A. Galaxy    | Totale L.A. Galaxy    | 43+3       | 1          |                 | 4               | 1               |                    | 2                  | 0                  |             | -           | -           | 52     | 2      |
| Totale carriera       | Totale carriera       | Totale carriera       | 341        | 37         |                 | 31              | 5               |                    | 55                 | 2                  |             | 3           | 0           | 430    | 44     |

### Cronologia presenze e reti in nazionale
| Cronologia completa delle presenze e delle reti in nazionale ― Croazia | Cronologia completa delle presenze e delle reti in nazionale ― Croazia | Cronologia completa delle presenze e delle reti in nazionale ― Croazia | Cronologia completa delle presenze e delle reti in nazionale ― Croazia | Cronologia completa delle presenze e delle reti in nazionale ― Croazia | Cronologia completa delle presenze e delle reti in nazionale ― Croazia | Cronologia completa delle presenze e delle reti in nazionale ― Croazia | Cronologia completa delle presenze e delle reti in nazionale ― Croazia |
| Data                                                                   | Città                                                                  | In casa                                                                | Risultato                                                              | Ospiti                                                                 | Competizione                                                           | Reti                                                                   | Note                                                                   |
| ---------------------------------------------------------------------- | ---------------------------------------------------------------------- | ---------------------------------------------------------------------- | ---------------------------------------------------------------------- | ---------------------------------------------------------------------- | ---------------------------------------------------------------------- | ---------------------------------------------------------------------- | ---------------------------------------------------------------------- |
| 29-3-2003                                                              | Zagabria                                                               | Croazia                                                                | 4 – 0                                                                  | Belgio                                                                 | Qual. Euro 2004                                                        | -                                                                      | 67’                                                                    |
| 20-8-2003                                                              | Bruxelles                                                              | Belgio                                                                 | 1 – 1                                                                  | Paesi Bassi                                                            | Amichevole                                                             | -                                                                      | 48’ 62’                                                                |
| 10-9-2003                                                              | Bruxelles                                                              | Belgio                                                                 | 2 – 1                                                                  | Croazia                                                                | Qual. Euro 2004                                                        | -                                                                      |                                                                        |
| 11-10-2003                                                             | Liegi                                                                  | Belgio                                                                 | 2 – 0                                                                  | Estonia                                                                | Qual. Euro 2004                                                        | -                                                                      | 56’                                                                    |
| 18-2-2004                                                              | Bruxelles                                                              | Belgio                                                                 | 0 – 2                                                                  | Francia                                                                | Amichevole                                                             | -                                                                      |                                                                        |
| 31-3-2004                                                              | Colonia                                                                | Germania                                                               | 3 – 0                                                                  | Belgio                                                                 | Amichevole                                                             | -                                                                      | 65’                                                                    |
| 28-4-2004                                                              | Bruxelles                                                              | Belgio                                                                 | 2 – 3                                                                  | Turchia                                                                | Amichevole                                                             | -                                                                      | 46’                                                                    |
| 17-8-2005                                                              | Bruxelles                                                              | Belgio                                                                 | 2 – 0                                                                  | Grecia                                                                 | Amichevole                                                             | -                                                                      | 90’                                                                    |
| 3-9-2005                                                               | Zenica                                                                 | Bosnia ed Erzegovina                                                   | 1 – 0                                                                  | Belgio                                                                 | Qual. Mondiali 2006                                                    | -                                                                      | 65’ 78’                                                                |
| 20-5-2006                                                              | Trnava                                                                 | Slovacchia                                                             | 1 – 1                                                                  | Belgio                                                                 | Amichevole                                                             | -                                                                      |                                                                        |
| 24-5-2006                                                              | Genk                                                                   | Belgio                                                                 | 3 – 3                                                                  | Turchia                                                                | Amichevole                                                             | -                                                                      | 73’ 86’                                                                |
| 16-8-2006                                                              | Bruxelles                                                              | Belgio                                                                 | 0 – 0                                                                  | Kazakistan                                                             | Qual. Euro 2008                                                        | -                                                                      | 60’                                                                    |
| 6-9-2006                                                               | Erevan                                                                 | Armenia                                                                | 0 – 1                                                                  | Belgio                                                                 | Qual. Euro 2008                                                        | -                                                                      | 67’                                                                    |
| 7-2-2007                                                               | Bruxelles                                                              | Belgio                                                                 | 0 – 2                                                                  | Rep. Ceca                                                              | Amichevole                                                             | -                                                                      | 46’                                                                    |
| 24-3-2007                                                              | Lisbona                                                                | Portogallo                                                             | 4 – 0                                                                  | Belgio                                                                 | Qual. Euro 2008                                                        | -                                                                      | 81’ 89’                                                                |
| 6-6-2007                                                               | Helsinki                                                               | Finlandia                                                              | 2 – 0                                                                  | Belgio                                                                 | Qual. Euro 2008                                                        | -                                                                      | 85’                                                                    |
| 21-11-2007                                                             | Baku                                                                   | Azerbaigian                                                            | 0 – 1                                                                  | Belgio                                                                 | Qual. Euro 2008                                                        | -                                                                      |                                                                        |
| 20-8-2008                                                              | Norimberga                                                             | Germania                                                               | 2 – 0                                                                  | Belgio                                                                 | Amichevole                                                             | -                                                                      | 46’ 64’                                                                |
| 6-9-2008                                                               | Liegi                                                                  | Belgio                                                                 | 3 – 2                                                                  | Estonia                                                                | Qual. Mondiali 2010                                                    | -                                                                      | 70’                                                                    |
| 11-10-2008                                                             | Bruxelles                                                              | Belgio                                                                 | 2 – 0                                                                  | Armenia                                                                | Qual. Mondiali 2010                                                    | -                                                                      |                                                                        |
| 15-10-2008                                                             | Bruxelles                                                              | Belgio                                                                 | 1 – 2                                                                  | Spagna                                                                 | Qual. Mondiali 2010                                                    | -                                                                      | 73’                                                                    |
| 19-11-2008                                                             | Lussemburgo                                                            | Lussemburgo                                                            | 1 – 1                                                                  | Belgio                                                                 | Amichevole                                                             | -                                                                      | 46’                                                                    |
| 12-8-2009                                                              | Teplice                                                                | Rep. Ceca                                                              | 3 – 1                                                                  | Belgio                                                                 | Amichevole                                                             | -                                                                      | 80’                                                                    |
| 3-3-2010                                                               | Bruxelles                                                              | Belgio                                                                 | 0 – 1                                                                  | Croazia                                                                | Amichevole                                                             | -                                                                      |                                                                        |
| 19-5-2010                                                              | Bruxelles                                                              | Belgio                                                                 | 2 – 1                                                                  | Bulgaria                                                               | Amichevole                                                             | -                                                                      | 64’                                                                    |
| 11-8-2010                                                              | Turku                                                                  | Finlandia                                                              | 1 – 0                                                                  | Belgio                                                                 | Amichevole                                                             | -                                                                      | 46’                                                                    |
| 8-10-2010                                                              | Astana                                                                 | Kazakistan                                                             | 0 – 2                                                                  | Belgio                                                                 | Qual. Euro 2012                                                        | -                                                                      | 79’                                                                    |
| 9-2-2011                                                               | Gand                                                                   | Belgio                                                                 | 1 – 1                                                                  | Finlandia                                                              | Amichevole                                                             | -                                                                      | 59’                                                                    |
| 29-3-2011                                                              | Bruxelles                                                              | Belgio                                                                 | 4 – 1                                                                  | Azerbaigian                                                            | Qual. Euro 2012                                                        | -                                                                      | 80’                                                                    |
| 6-2-2013                                                               | Bruges                                                                 | Belgio                                                                 | 2 – 1                                                                  | Slovacchia                                                             | Amichevole                                                             | -                                                                      | 62’                                                                    |
| 14-8-2013                                                              | Bruxelles                                                              | Belgio                                                                 | 0 – 0                                                                  | Francia                                                                | Amichevole                                                             | -                                                                      | 80’                                                                    |
| Totale                                                                 |                                                                        | Presenze                                                               | 31                                                                     |                                                                        | Reti                                                                   | 0                                                                      |                                                                        |

## Palmarès

### Club

#### Competizioni nazionali
- Campionato olandese: 1

Ajax: 2003-2004
- Campionato belga: 2

Anderlecht: 2006-2007, 2009-2010
- Coppa del Belgio: 2

Anderlecht: 2007-2008
Standard Liegi: 2010-2011
- Supercoppa belga: 2

Anderlecht: 2006, 2007

### Individuale
- MLS Best XI: 1

2016